# 新台湾プロレス
新台湾プロレス（しんたいわんプロレス）は、台湾の台北市を拠点としているプロレス団体。

## 歴史
2011年5月、IWLを退団したA-YONG-GO、悪王KAZUYA、人誅がSHANE LIU、超級大支を招いて設立。11月26日、台北で旗揚げ戦を開催。

## 所属選手
- 惡王Kazuya
- A-Yong-Go
- Joker
- 烈火
- 剛田魁
- 超級大支
- SAKA
- Black Ho
- SKY
- 刃白
- Porco
- 真雙拳豪
- Heisenberg
- 鬥鬼獒
- 黃金守門人
- Kuya
- 魔女花
- Lucifer
- 黑盧